# RBM34
RBM34‏ (RNA binding motif protein 34) هوَ بروتين يُشَفر بواسطة جين RBM34 في الإنسان.